# Linh quy
Đối với các định nghĩa khác, xem Quy.

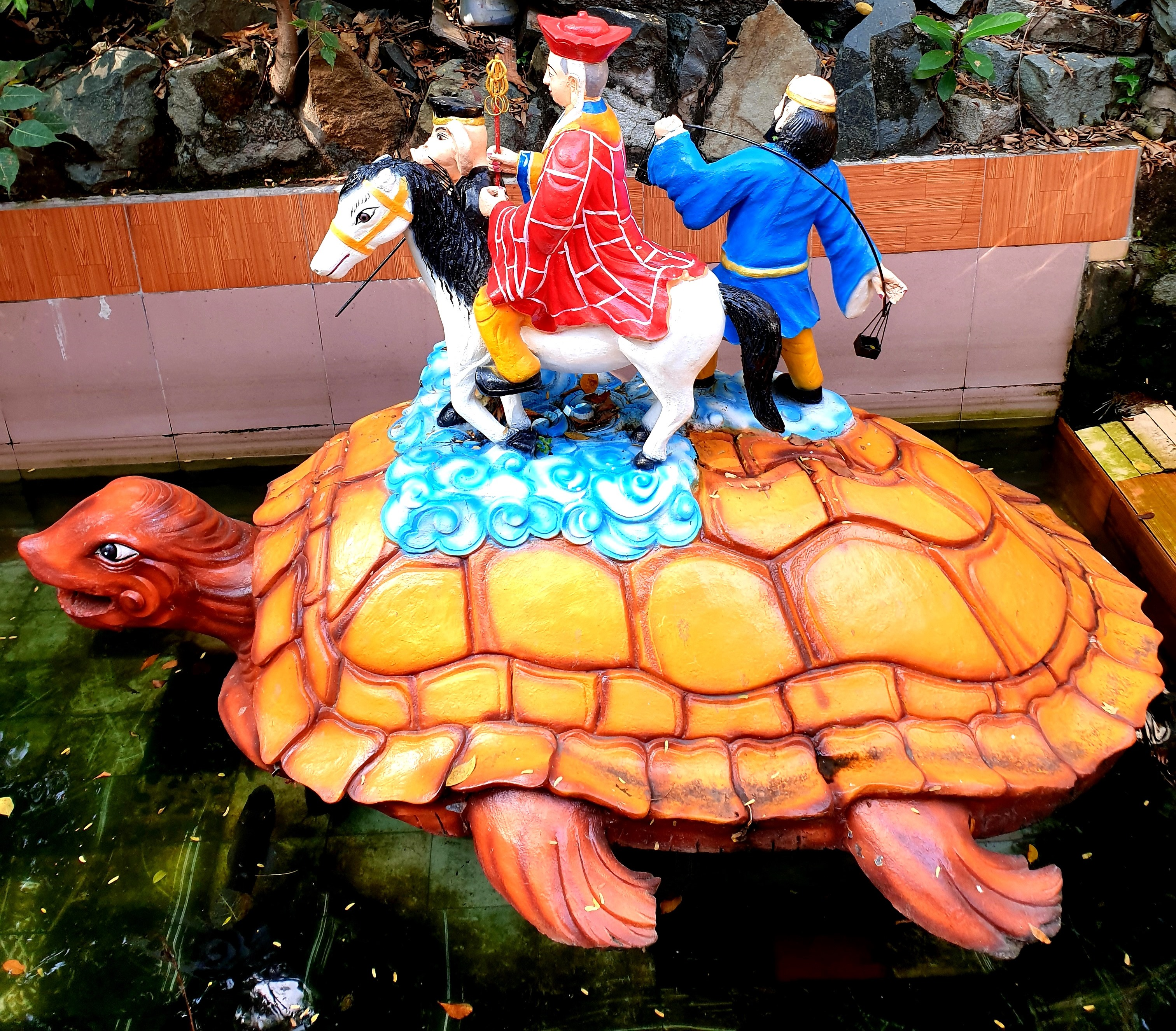
Thủy Nguyên thần quy-Con rùa ở sông Thông Thiên hà trong Tây Du Ký

Linh Quy (chữ Hán: 靈龜/língguī; tiếng Nhật: Reiki/霊亀; tiếng Anh: Spirit turtle) hay Quy là một trong 4 linh vật của tứ linh theo tín ngưỡng dân gian Việt Nam và Thần thoại Trung Quốc. Con rùa ở phương Đông được xem là con vật nằm trong bộ Tứ linh và cũng nằm trong bộ Tứ Thánh thú.

## Việt Nam

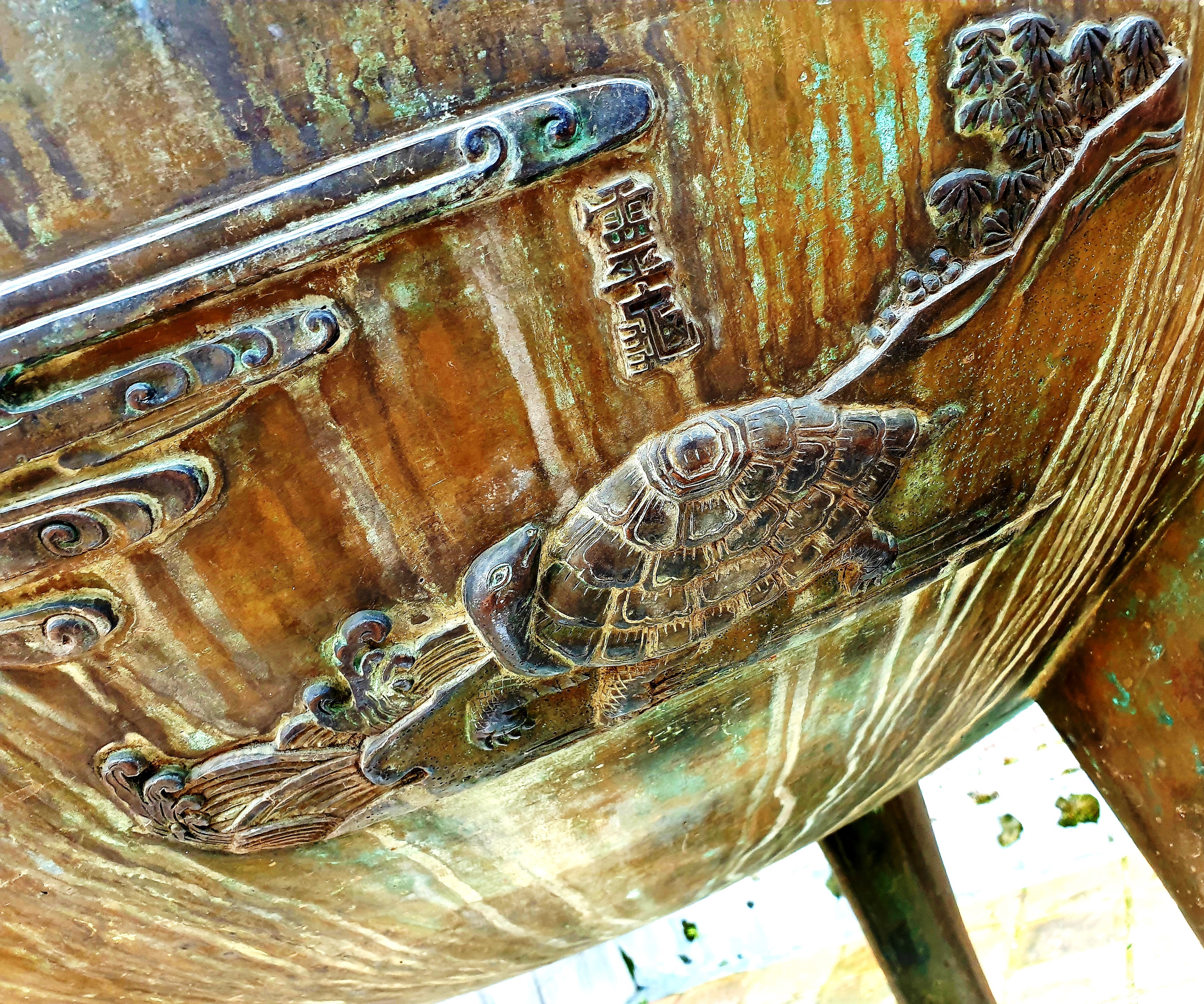
Linh Quy (rùa thiêng) được khắc trên Cửu Đỉnh Huế

Linh Quy đã xuất hiện trong truyện cổ tích từ thời An Dương Vương với hình tượng thần Kim Quy, nhiều nhà nghiên cứu cho rằng đó là bóng dáng của thần Visnou, một tối thượng thần của đạo Bà la môn. Trong tạo hình, người ta bắt đầu thấy Quy từ năm 1126 trong tư cách đội bia ở chùa Linh Ứng, Thanh Hóa, từ đó tồn tại thường xuyên dưới hình thức đội bia; mãi đến tận thế kỷ 15 mới thấy đội hạc (hình chạm khắc trên bia chùa Láng, Hà Nội), Linh quy còn gắn với hình tượng rùa vàng Hồ Gươm.
Ở lĩnh vực tâm linh, người Việt coi Quy là vật hợp bởi cả âm lẫn dương: bụng phẳng tượng trưng cho đất (âm), mai khum tượng trưng cho trời (dương). Hình tượng rùa đội bia tượng trưng cho hạnh phúc, phát triển và sự chịu đựng. Đó là quan niệm dân gian. Đến khi đạo đức Nho giáo nhìn Quy theo nghĩa xấu, coi là âm vật của đàn bà nên đời Gia Long, Minh Mạng, Thiệu Trị không còn thấy bóng dáng rùa trên các mảng chạm khắc. Ở bia Văn miếu Huế thì Quy bị làm dày lên gấp đôi để tránh hình tượng gán ghép này. Trong quan niệm dân gian đất Bắc, Quy là cao quý, nhiều khi nó là chủ nguồn nước (rùa phun nước thiêng), là một linh vật của đất Phật.

## Nhật Bản
Trong thần thoại Nhật Bản, sinh vật này được gọi là Reiki  có nghĩa là rùa thần.
Hiện nay hình tượng Reiki xuất hiện chủ yếu trong thần đạo và phật giáo ở Nhật Bản. 

## Trung Quốc
Trong Nhĩ Nhã có đề cập đến thuật ngữ Rùa thần (神龜). Thuật ngữ này được xuất hiện đầu tiên với tựa đề là Rùa thiêng sau mới đổi thành Rùa thần.
Theo như ghi chép của Shuyiji đã mô tả một con rùa đã sống được một nghìn năm tuổi đã tu luyện thành tinh nên được gọi là rùa thần.

## Hàn Quốc
Trong thần thoại Hàn Quốc, Linh quy được gọi là Yeonggwi (hangul : 영귀 ; hanja :靈龜). Sinh vật thần thoại này được coi là một linh vật may mắn và là sứ giả của Thần.